# Піпек-Гладстоун (Нью-Джерсі)
Піпек-Гладстоун (англ. Peapack-Gladstone) — місто (англ. borough) в США, в окрузі Сомерсет штату Нью-Джерсі. Населення — 2558 осіб (2020).

## Географія
Піпек-Гладстоун розташований за координатами 40°42′56″ пн. ш. 74°39′24″ зх. д. / 40.71556° пн. ш. 74.65667° зх. д. (40.715443, -74.656790).  За даними Бюро перепису населення США в 2010 році місто мало площу 15,16 км², з яких 15,04 км² — суходіл та 0,12 км² — водойми.

## Демографія
Згідно з переписом 2010 року, у селищі мешкали 2582 особи в 887 домогосподарствах у складі 676 родин. Було 949 помешкань
Расовий склад населення:
| - 90,1 % — білих - 4,1 % — чорних або афроамериканців - 1,9 % — азіатів - 0,1 % — корінних американців - 1,7 % — осіб інших рас |

До двох чи більше рас належало 2,0 %. Частка іспаномовних становила 10,9 % від усіх жителів.
За віковим діапазоном населення розподілялося таким чином: 26,5 % — особи молодші 18 років, 61,5 % — особи у віці 18—64 років, 12,0 % — особи у віці 65 років та старші. Медіана віку мешканця становила 42,0 року. На 100 осіб жіночої статі у селищі припадало 97,4 чоловіків;  на 100 жінок у віці від 18 років та старших — 95,2 чоловіків також старших 18 років.
Середній дохід на одне домашнє господарство  становив 213 700 доларів США (медіана — 132 250), а середній дохід на одну сім'ю — 243 665 доларів (медіана — 154 167). Медіана доходів становила 101 726 доларів для чоловіків та 85 750 доларів для жінок. За межею бідності перебувало 2,4 % осіб, у тому числі 1,8 % дітей у віці до 18 років та 0,0 % осіб у віці 65 років та старших.
Цивільне працевлаштоване населення становило 1242 особи. Основні галузі зайнятості: освіта, охорона здоров'я та соціальна допомога — 21,2 %, фінанси, страхування та нерухомість — 14,1 %, науковці, спеціалісти, менеджери — 13,4 %.